# Cyclanthera cogniauxii
Cyclanthera cogniauxii är en gurkväxtart som beskrevs av C.E. Jones och D.M. Kearns. Cyclanthera cogniauxii ingår i släktet springgurkor, och familjen gurkväxter. Inga underarter finns listade i Catalogue of Life.